# Isla de los Estados
La isla de los Estados está ubicada en el océano Atlántico Sur al este de la península Mitre de la isla Grande de Tierra del Fuego, de la cual está separada por los 24 km del estrecho de Le Maire. Pertenece al departamento Ushuaia de la provincia de Tierra del Fuego, Antártida e Islas del Atlántico Sur en la Argentina.
Dado que ha sido declarada reserva provincial ecológica, histórica y turística, el acceso está restringido a determinados contingentes turísticos que parten desde Ushuaia, quienes deben pernoctar en la embarcación que los traslada. Todo el archipiélago es administrado por el Gobierno de la Provincia de Tierra del Fuego, Antártida e Islas del Atlántico Sur con la participación de la Administración Nacional de Parques Nacionales y la Armada Argentina que en conjunto conforman la Comisión Mixta de Isla de los Estados.

## Geografía
La isla en dirección norte-sur llega a tener solo 500 m de ancho, alcanzando en su punto máximo 16 km. Tiene 65 km de longitud y se eleva unos 800 m s. n. m., representando la última manifestación en América de la cordillera de los Andes, antes de hundirse en el mar. Abarca 534 km². La orografía es sumamente accidentada, al igual que su costa recortada por fiordos y bahías, y su clima es perhúmedo, con 2000 mm de lluvia anuales. La costa recortada de la isla se originó por la acción de los glaciares en el Pleistoceno. El monte Bove, de 823 metros, es el pico más alto de la isla.
En la costa norte de la isla de oeste a este se hallan las bahías Crossley, Balmaceda (separadas por el cabo Galeano), Flinders (separadas por el Beaulieu), San Antonio (separadas por el cabo San Antonio) y Colnett (separadas por el cabo Colnett). Al sur de la isla se destacan las bahías Franklin, Capitán Cánepa, York, Grant y Blossom.
Los puertos en la costa norte, de oeste a este, son: Hoppner, Parry, Presidente Roca, Basil Hall, Año Nuevo, Cook, Pactolus y San Juan del Salvamento. En la costa sur, de este a oeste, se hallan: Back o Lencina, Vancouver, Lobo, Heredia y Celular.
La costa sur se extiende desde el cabo San Bartolomé en el extremo sur del estrecho de Le Maire hasta el cabo San Juan en el extremo oriental de la península Aguirre.

### Islotes
La isla está acompañada por otras islas menores e islotes que conforman el archipiélago de Año Nuevo, siendo la mayor la isla Observatorio del archipiélago de Año Nuevo, a 6,5 km al norte de la isla de los Estados, con un área de 4 km², formando parte del grupo las islas Elizalde, Zeballos y Alférez Goffre.
Otro grupo se halla al sur de la isla, las islas Dampier, de la cual la mayor es la isla Barrionuevo y las menores los islotes Azar, Gazal, Gianotti y de Chiara. Al sur de la bahía York se hallan las islas Menzier, grupo formado por las islas Ruiz, Sánchez, Vargas, Velázquez y más alejado el islote Gatica. El grupo de los islotes 350 pies frente a punta Soria está conformado por los islotes Villegas, Peña, Rojas, Méndez y Maragliano. Forman también parte del archipiélago los: islotes los Tres García (en el estrecho de Le Maire frente a punta Cuchillo), islote Trípode, isla Mendieta (ambos en bahía Flinders), islote Gemma, islote Montegrosso, roca Ibáñez (los 3 en Puerto Hoppner), islote Colnett (en cabo Colnett), islote Pellares (en punta Álvarez), los islotes los Tres Fernández (en Puerto Año Nuevo), islote Pleamar (en Puerto Cook), islote San Juan (en punta Cicotti), roca Sapo (en punta Pequeño), roca Tévez, rocas Miretti, rocas Bordón (todas en punta Fallows), islotes Fabián, islotes Gilbert, rocas Laporte (todos en punta Gilbert), rocas Amesgaray, islotes Siri (ambos en la entrada de la Segunda bahía), rocas Amarilla, islote Martino (ambos en bahía Grant), rocas Duks, islote Zurbriggen (ambos en bahía York), islote Alexander (en punta Castro), islotes los Cáceres (en cabo Kempe), islotes Zalazar (en punta Tulis), islotes Cinco Romero, islotes Los Chaile, islote Muñóz (todos en bahía Capitán Cánepa), islotes los Bordón (en bahía Franklin).
A una distancia de solo 342,6 km del islote San Juan, ubicado en el extremo nordeste de la isla de los Estados, se halla la isla Pájaro; que es la tierra más próxima del archipiélago malvinense.

### Teoría que la señala como isla bioceánica

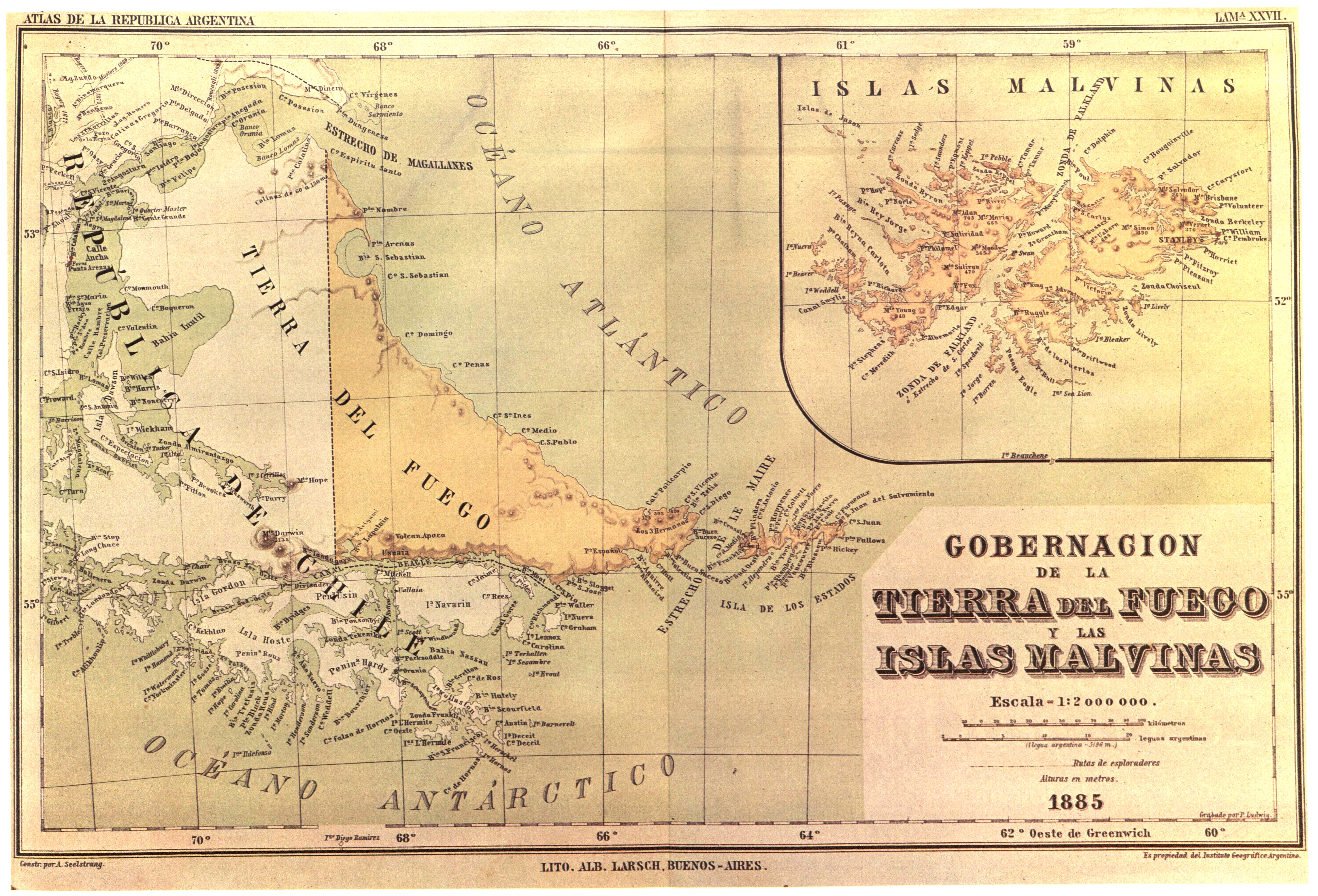
Mapa del Instituto Geográfico Argentino (organismo no estatal) de 1885 en el cual se asigna al «océano Antártico» las aguas al sur del eje isla Grande de Tierra del Fuego - isla de los Estados.

Una teoría oceanográfica de origen chileno propone la delimitación natural de los océanos, y considera a la isla de los Estados como parte de la división entre el océano Pacífico sudoriental y el océano Atlántico sudoccidental.
Esta tesis se basa en estudios científicos que evidenciaron una correlación entre las características de las aguas al sur de esta isla con respecto a las del océano Pacífico, y contrastando con las del Atlántico, las cuales se presentan, con todas sus particularidades, hacia el norte de la isla.
Si bien esta ponencia, presentada por científicos de Chile, nunca fue aceptada por la Argentina, en antiguos mapas de ese país aparece una diferenciación oceánica entre las aguas al norte y al sur de la isla, pero llamándose a todas ellas océano Antártico y en ningún momento océano Pacífico. La diferenciación siempre remitió a los cambios de profundidades que se dan en la zona. La teoría chilena es poco valorada internacionalmente por no tener evidencias científicas de la supuesta entrada del océano Pacificó en el Atlántico.

## Historia

### Primeras exploraciones

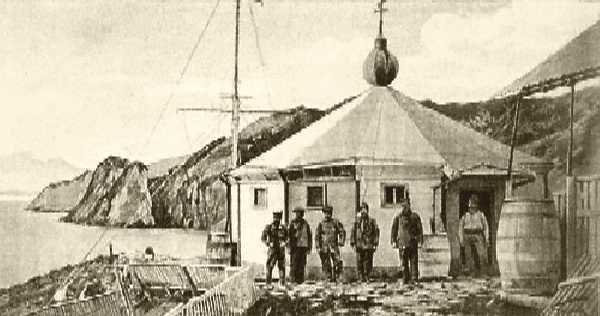
Faro San Juan del Salvamento en 1898.

La isla de los Estados es visible desde la costa de la isla Grande de Tierra del Fuego y se conocen leyendas onas y haush sobre ella. Los haush la llamaban Jaius o Jaiwesen, los onas la conocían como Kéoin Harri o Keoin Hurr y los yámanas la llamaban Chuainisin. Entre enero y febrero de 1982 la etnóloga francesa Anne Chapman realizó excavaciones en la zona de bahía Crossley hallando evidencias de presencia humana que se habría producido entre el 300 a. C. y el 500 d. C. Es probable que esa presencia humana haya sido de los yámanas, ya que su actividad canoera se desarrollaba por los canales fueguinos.
El primer europeo en descubrir la isla fue el capitán marino español Francisco de Hoces, cuando en 1526 la nave San Lesmes, de la expedición española de Loaísa, se separó del resto ante una tempestad, siendo desplazada hasta el paralelo sur 55, convirtiéndose en el primer europeo en avistar la gran isla al este de la Tierra del Fuego, que sería llamada más tarde la Isla de los Estados.
El 24 de enero de 1616 el barco neerlandés Eendracht, capitaneado por Willem Schouten y en el que iba a bordo Jacob Le Maire, avistó el extremo oeste de la isla, que al día siguiente llamaron Statenlant (traducido como ‘Tierra de los Estados’) creyendo que era parte de la Terra Australis Incognita. «Staten» es el nombre del parlamento de los Países Bajos.

El 24 muy de mañana vimos tierra a la mano derecha (...) después de medio día vimos al oriente otra tierra también montuosa y cortada, y distarían estas dos tierras una de otra como ocho millas. Eran hacia el mediodía grandes las corrientes. Hallámonos a medio día a 54 grados 46 minutos (...) El 26 habíamos declinado hacia la tierra descubierta hacia la parte del oriente, alta y quebrada, y corría al parecer, del septentrión al estesudeste, pusímosle por nombre en nuestra lengua Statenlant, en honra de nuestros Estados (...) Parecíanos la costa de una y otra parte ser costa limpia, y las playas arenosas de arena gruesa. No vimos árboles en estas costas había gran cantidad de pingüinos, y de becerros marinos, y de aves, y de agua dulce.

En 1619 pasaron por el estrecho los hermanos Nodal enviados por el rey de España a verificar el descubrimiento de Schouten y Le Maire. En 1624 pasó por el estrecho de Le Maire la expedición neerlandesa de Jacques L'Hermite, permaneciendo un mes en él.
El almirante neerlandés Hendrick Brouwer la circunnavegó en 1643, descubriendo que era una isla y no una península de la Terra Australis Incognita. Brouwer la describió como «un reducido bastión de roca azotado por el oleaje y los vientos del polo». En 1701 el francés Jacques Gouin de Beauchêne avistó la isla, describiéndola como «una isla muy importante de imponentes cumbres». En 1703 la nave Cinque Ports de la expedición corsaria británica de William Dampier recaló en la isla de los Estados luego de una tempestad. En 1706 dos expediciones francesas procedentes del puerto bretón de Saint-Malo avistaron el extremo oriental de la isla: la de Juan de Noail, señor de Parc (Jean Nouail o Nouaille, sieur du Parc, en francés), capitán del navío corsario Sage-Salomon, que lo bautizó «cabo San Juan» el 29 de enero de 1706, y la del abad Noël Jouin en el verano.
En 1769 el teniente James Cook, al mando del HMB Endeavour, avistó la isla en su travesía del estrecho de Le Maire durante la expedición de su primer viaje al Pacífico Sur. En 1787 el capitán británico James Colnett realizó la primera explotación conocida de pieles de lobo y grasa de pingüinos en la isla. En 1789 atravesó el estrecho de Le Maire la Expedición Malaspina de la Corona española. En 1790 el bergantín Hancock de Estados Unidos recala en la isla matando muchos lobos de dos pelos y elefantes de mar. En 1822 la expedición francesa de Luis-Isidor Duperrey recolectó muestras botánicas y zoológicas de la isla de los Estados.

### Primeras explotaciones de la isla

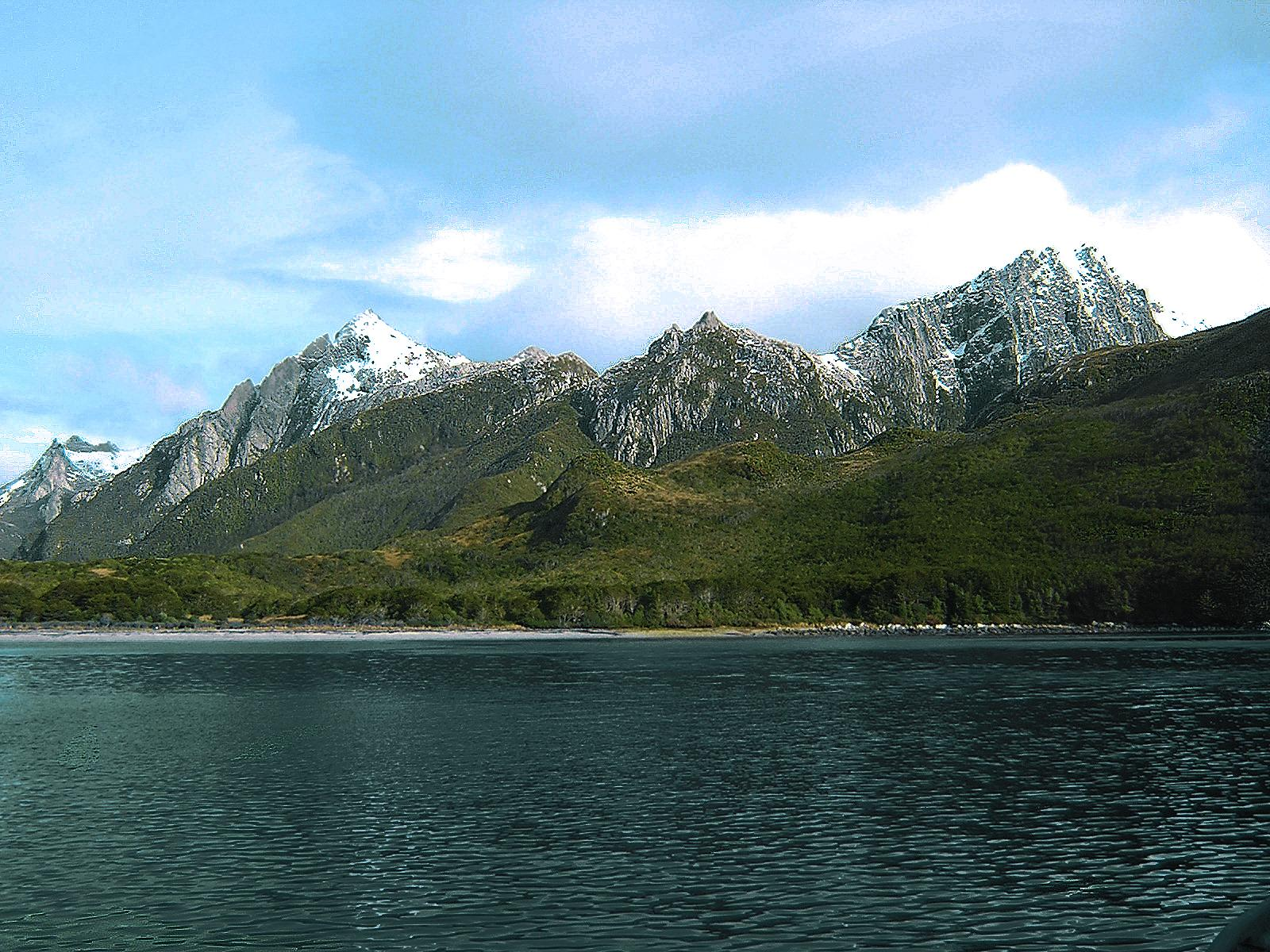
Puerto Cook en la isla de los Estados.

El germano-argentino Luis Vernet exploró la isla en 1823 e instaló un aserradero en la bahía Flinders. Un decreto del gobierno de Buenos Aires del 5 de enero de 1828 le concedió la isla para colonizarla, aunque reservándose 10 leguas. Vernet estableció en 1828 una lobería en Puerto Hopner. La isla de los Estados fue incluida dentro de la Comandancia Política y Militar de las islas Malvinas al ser creada el 10 de junio de 1829 por el gobernador de Buenos Aires, siendo Vernet su comandante. Este construyó en 1829 algunos refugios en Puerto Cook, instalaciones de pesca en bahía Flinders y un aserradero en bahía Capitán Cánepa. Con el fin de su comandancia en las islas Malvinas en 1833, la isla de los Estados fue también abandonada.
En 1828 el teniente Kendal de la expedición británica del HMS Beagle realizó un completo relevamiento de la isla. Ese mismo año otra expedición británica al mando de Henry Foster en el barco HMS Chanticleer cartografía la isla y dio nombre a la mayoría de sus accidentes geográficos, tales como: fiordos Hoppner, Parry, Basil Hall, Cook y Vancouver, bahía y el cabo Colnett, bahía Blossom, bahía York, etc. En 1832 la isla fue visitada por Charles Darwin a bordo del HMS Beagle.
Conocedor de lo peligroso de los mares circundantes, el marino argentino Luis Piedrabuena, quien había rescatado ya a un grupo de náufragos alemanes, construyó en 1862 un refugio cerca de la bahía ―casi fiordo― llamada Puerto Cook. Piedrabuena gestionó durante varios años la extracción de aceite de foca y de pingüino en la isla a la que había arribado por primera vez en 1847 e izado la bandera argentina en 1859.

### Asentamiento definitivo argentino
El 6 de octubre de 1868, mediante la ley n.º 269, el estado argentino concedió a Piedrabuena la propiedad de la isla de los Estados como reconocimiento a sus labores humanitarias y de afirmación de la soberanía argentina en las tierras australes: «la propiedad de la isla denominada Estado, situada sobre el cabo de Hornos, extremidad Este del cabo de San Diego». En 1869 Piedrabuena hizo construir un refugio en la bahía Rockery Penguin para iniciar actividades de explotación. En el verano de 1873 instaló una caldera para fundir grasa de pingüinos en la isla, pero durante una tempestad su barco, el Espora, fue destruido en una bahía, debiendo construir con sus restos el cúter Luisito para poder retornar al continente americano.
La gobernación de la Patagonia fue creada por la Ley N.º 954 del 11 de octubre de 1878. Su territorio nominal se extendía hasta el cabo de Hornos incluyendo a la isla de los Estados. En 1881 fue firmado el tratado de límites entre Argentina y Chile que en su artículo 3 estableció: «... pertenecerán a la República Argentina la isla de los Estados, los islotes próximamente inmediatos a ésta...», finalizando la nominal reclamación chilena sobre la isla.
En 1881 llegó a la isla de los Estados la expedición argentino-italiana de Giacomo Bove al mando de Piedrabuena, que recaló por dos meses en la bahía Rockery Penguin renombrándola a Puerto Roca en homenaje al presidente argentino Julio Argentino Roca que patrocinó la expedición. Realizaron trabajos hidrográficos y geológicos, midieron las alturas de algunas montañas y escalaron algunas.
El 17 de abril de 1884 llegó a San Juan del Salvamento una expedición naval argentina (División Expedicionaria al Atlántico Sur) al mando del Comodoro Augusto Lasserre, quien hizo construir edificios para establecer una estación de Salvamento y subprefectura, un muelle y cuadras para presos militares.
El 25 de mayo de 1884 Lasserre inauguró en punta Lasserre el Faro de San Juan de Salvamento y la Subprefectura Marítima en la Isla de los Estados. El faro funcionó hasta 1902 que fue reemplazado por el de Isla de Año Nuevo (octubre de 1902) dado los naufragios que ocasionó.
El faro es más conocido como El faro del fin del mundo, dado que por su historia de naufragios inspiró a Julio Verne su novela El Faro del Fin del Mundo, publicada en 1905. Esta novela es de lectura obligatoria en las escuelas de Francia hasta el día de hoy. Es así el interés de Europa en el Fin del Mundo.
El 26 de septiembre de 1884, Lasserre continuó hacia Ushuaia, dejando una guarnición de 24 hombres y 10 presos militares trasladados desde Buenos Aires, que tenían oficios acorde a las necesidades como carpintería, cocina, etc.
El 16 de octubre de 1884 el gobierno argentino promulgó la Ley N° 1532 de Organización de los Territorios Nacionales, que creaba en su artículo 6 la: «gobernación de la Tierra del Fuego, con sus límites naturales, según tratado del 23 de julio de 1881, y además la Isla de los Estados».
El 25 de julio de 1890 fue creada una estafeta postal en San Juan del Salvamento. Un censo de 1895 contó 154 habitantes en la isla. En marzo de 1899 la subprefectura y el presidio militar fueron trasladados a Puerto Cook. El 27 de enero de 1900 la subprefectura fue renombrada Estación de Faro y Presidio.

### Despoblamiento y nuevo poblamiento

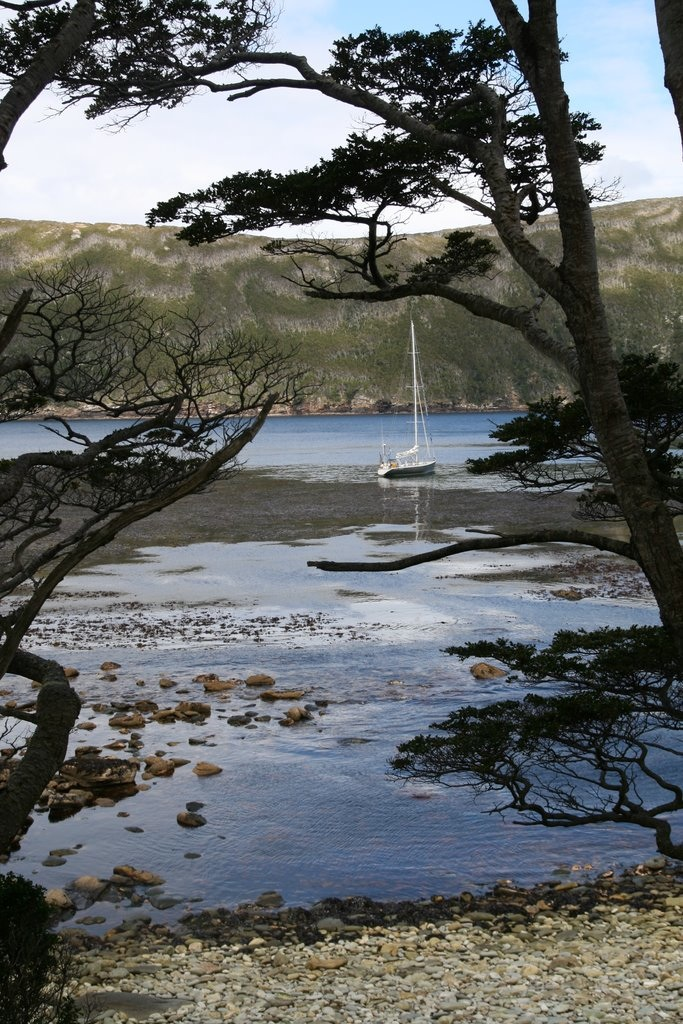
Puerto San Juan del Salvamento.

El 30 de septiembre de 1902 fue clausurado el Faro de San Juan de Salvamento, iniciando su funcionamiento al día siguiente el faro de la isla Observatorio. En diciembre de 1902 fue trasladada a Ushuaia la prisión militar, quedando la isla deshabitada y sus edificios desmantelados a principios de 1903. En 1904 se estableció en Puerto Cook una industria de grasería y saladero de cueros de pingüinos y lobos marinos, pero fue poco después abandonada.
El 19 de mayo de 1909 se estableció por decreto la división territorial de los entonces territorios nacionales, concretando los límites del hoy extinto Departamento Isla de los Estados (dependiente del entonces Territorio Nacional de la Tierra del Fuego), que comprendía «(...) las islas del mismo nombre y todas las otras que se encuentren en el Atlántico bajo la soberanía de derecho de la República Argentina».
En 1912 el estado argentino compró la isla a los herederos de Piedrabuena. En 1936 mediante un decreto del presidente Agustín P. Justo estableció:

Resérvanse con fines de utilidad pública y con destino a las necesidades del Ministerio de Marina, la totalidad de la superficie que constituye la Isla denominada de los Estados e islotes de su litoral, adyacentes, inclusive el grupo de islas de Año Nuevo.

La isla pasó a dominio de la Armada Argentina.
El 8 de abril de 1970 quedó comprendida en el Departamento Ushuaia. En 1984 el Tratado de Paz y Amistad entre Argentina y Chile denominó mar de la Zona Austral al mar que baña la costa sur de la isla de los Estados.
Desde el 4 de octubre de 1978 los únicos habitantes de la isla son los militares instalados en el Puesto de Vigilancia y Control de Tránsito Marítimo, «Comandante Luis Piedrabuena» que la Armada Argentina tiene en Puerto Parry. Se encuentra en un fiordo profundo y angosto, flanqueado a ambos lados por montañas de más de 600 metros de altura. Es el único sitio habitado en la isla de los Estados y su función es custodiar a los barcos que navegan por la zona. Tiene una dotación de cuatro marineros que se rota cada 45 días, poseyendo un helipuerto y estación de comunicaciones. Fue establecido en medio del Conflicto del Beagle para incrementar la presencia argentina en torno a las áreas en conflicto.

### Provincialización
Cuando se sancionó la Ley 23775 el 26 de abril de 1990 y Tierra del Fuego, Antártida e Islas del Atlántico Sur se convirtió en la última provincia argentina, se incluyó a la Isla de los Estados que ya era parte del ex Territorio Nacional de Tierra del Fuego por Decreto-Ley 2191 de 1957. En el artículo 15 de dicha Ley se dispuso que: Pasarán al dominio de la nueva provincia los bienes inmuebles situados dentro de sus límites territoriales que pertenezcan al dominio público o privado de la Nación. Por lo tanto la Isla de los Estados, no así el destacamento de la Marina ubicado en Puerto Parry, pasó junto con las islas que la rodean a la jurisdicción de la nueva provincia.

### Reserva provincial

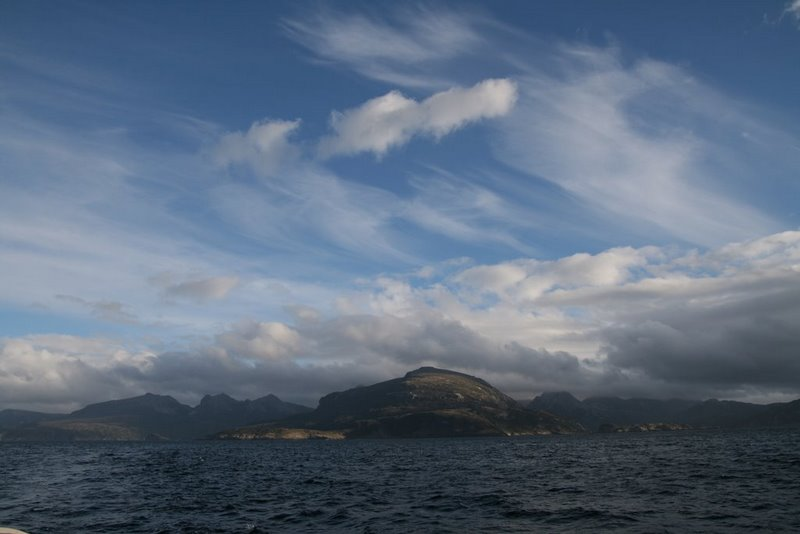
La isla de los Estados vista desde el estrecho de Le Maire.

En 1991 se sancionó la Constitución de la nueva Provincia de Tierra del Fuego, Antártida e Islas del Atlántico Sur, estableciendo en el artículo 54 inciso 7: «Declárase a la Isla de los Estados, Isla de Año Nuevo e islotes adyacentes, patrimonio intangible y permanente de todos los fueguinos, Reserva Provincial Ecológica, Histórica y Turística». El 19 de septiembre de 1991 fue promulgada la ley provincial N° 469 que estableció:

Artículo 1º.- Declárase «Área de los Estados» a la primera unidad de conservación oceánica de nuestro país, la denominada Isla de los Estados e Islotes de su litoral adyacente, según Decreto Nacional Nº 104.169/37.
 Artículo 2º.- Determínanse «Áreas de Monumento Natural o Santuarios» a aquéllas exclusivamente reservadas al acceso científico y bajo riguroso control, como base de un Destacamento Científico. Estas áreas estarán ubicadas en los sectores más representativos de la diversidad biológica de la Isla.
 Artículo 3º.- Créanse «Áreas de Reservas Naturales» con acceso humano limitado, a aquéllas destinadas al aprovechamiento científico y turístico de la Isla, determinándose en ellas el trazado de senderos señalizados y la construcción de centros de interpretación, pudiendo prever un pequeño alojamiento o refugio con posibilidad de anexar allí un establecimiento meteorológico.

En 1997 los restos del Faro de San Juan de Salvamento fueron trasladados al Museo Marítimo de Ushuaia por una operación de rescate realizada por el Museo y la Armada Argentina. En esa oportunidad el Ing. Mirón Gonik elaboró los planos cuando se levantó el faro que se había colapsado en sobre sí mismo. En el Museo Marítimo de Ushuaia se construyó una maqueta escala 1/1 del Faro y contiene los restos del original. En 1998 se instaló una réplica del faro en su lugar original de punta Lasserre, sobre la base de la única fotografía existente tomada en 1898 por Adrien de Gerlache de Gomery. El Faro de la isla Observatorio fue declarado Monumento Histórico Nacional en 1999.
En noviembre de 2009 por Ley 26552 se incorpora al artículo 1.º de la ley 23775 el siguiente párrafo: La provincia de Tierra del Fuego, Antártida e Islas del Atlántico Sur comprende: la parte oriental de la isla Grande de Tierra del Fuego hasta el límite con la República de Chile, la isla de los Estados, las islas Año Nuevo, las islas Malvinas, la isla Beauchêne, las rocas Cormorán y Negra, las islas Georgias del Sur, las islas Sándwich del Sur, otras islas, islotes y rocas situados en aguas interiores y en el mar territorial generado a partir de dichos territorios de conformidad con lo previsto en la Ley 23.968, incluidas las islas, islotes y rocas situados al sur de la isla Grande de Tierra del Fuego hasta el límite con la República de Chile; los territorios situados en la Antártida Argentina comprendida entre los meridianos 25° Oeste y 74° Oeste y el paralelo 60° Sur, las islas, islotes y rocas situados entre los territorios que comprende la provincia de Tierra del Fuego, Antártida e Islas. Se ratifica legalmente, entonces, la pertenencia de la Isla de los Estados y todas las del Atlántico Sur, a la provincia fueguina.
El 21 de abril de 2014, la entonces senadora nacional por Tierra del Fuego Rosana Bertone, presentó un proyecto de declaración (N° de Expediente 1039/14) para incorporar la isla de los Estados y la estancia Remolino como reserva natural militar, en el marco suscripto entre el Ministerio de Defensa y la Administración de Parques Nacionales. sin tratamiento legislativo.
Finalmente fue declarada Reserva Natural Silvestre el 9 de agosto de 2016 por el presidente Mauricio Macri. Aunque dicha decisión fue objetada desde Tierra del Fuego, por inconstitucional. El Legislador MC Adrián de Antueno elevó a la Legislatura como asunto de particulares N° 1795/16 un proyecto de Resolución que ingresó y tomoó Estado Parlamentario como Asunto N° 109/16), aún sin tratamiento que expresa: Artículo 1.º: Rechazar el Decreto N.º 929/16, mediante el cual el Poder Ejecutivo Nacional crea la RESERVA NATURAL SILVESTRE ISLA DE LOS ESTADOS Y ARCHIPIÉLAGO DE AÑO NUEVO, sobre el territorio conformado por la Isla de Los Estados, la Isla Observatorio, el Islote Elizalde, la Isla Zeballos, la Isla Goffre, el Islote Gutiérrez e islotes adyacentes, bajo el régimen previsto en el Decreto PE N.º 453/94, conforme surge detallado en el Anexo (IF-2016-00310619-APN-SSCA#MAD) que forma parte del citado Decreto.
Artículo 2.º: Declarar que el Decreto citado en el artículo 1.º es violatorio del Artículo 54.º, último párrafo, de la Constitución Provincial y lesiona la autonomía de Tierra del Fuego, Antártida e Islas del Atlántico Sur y de los más elementales principios de la forma federal de gobierno como oportunamente lo ha manifestado ésta Legislatura Provincial a través de la Resolución N.º 151/92.
Articulo3º: Solicitar a todos los Diputados Nacionales fueguinos en su calidad derepresentantes del pueblo de Tierra del Fuego e instruir a los tres Senadores Nacionales que representan a la Provincia, que en los términos del Inciso 3.º del ARTICULO 99.º de la Constitución Nacional, propicien legalmente declarar nulo de nulidad absoluta el Decreto N.º 929/16 y todos los actos administrativos que de este se desprendan.
Artículo 4.º: Comunicar al Poder Ejecutivo Nacional, a ambas Cámaras del Congreso de la Nación y al Poder Ejecutivo Provincial.
Artículo 5.º: Regístrese, comuníquese y cumplido archívese.

## Flora y fauna
Su vegetación se compone de bosques de guindos (Nothofagus betuloides) y canelos (Drimys winteri), con un sotobosque de helechos, líquenes, musgos, y arbustos espinosos como el calafate (Berberis buxifolia).
Dentro de su fauna se destacan en especial las aves y mamíferos marinos que habitan en sus aguas y costas, por ejemplo pingüinos de varias especies, cetáceos, lobos marinos de un pelo y de dos pelos, nutrias marinas, y varias especies de gaviotas, cormoranes y petreles. En las lagunas interiores se encuentran el huillín (o nutria de agua dulce), y un pez: el cuyén o puyén. Además se han introducido cabras en 1868, y ciervos colorados en 1976. Así mismo, escondidas en los barcos, lograron arribar y colonizar esta isla las ratas pardas (Rattus norvegicus), las que con el tiempo han evolucionado allí, siendo más peludas y grandes que en otras regiones. Fueron también introducidos conejos y vacas, pero estas últimas no prosperaron.

## Mitología
En la mitología selknam, “el Este estaba simbolizado por la cordillera de la Isla de los Estados, y era considerado como el lugar de mayor emanación de poder el universo". Según las creencias de los selknam y los haush, más allá del horizonte en cada uno de los puntos cardinales existían otras cordilleras, imbuidas de un poder mítico-religioso.
A través del estrecho de Le Maire, "el perfil de la cordillera de la isla de los Estados aparece casi siempre envuelto en bruma”, dando la impresión de que la cordillera queda muy distante. “La silueta de sus cimas cortadas a pique y apenas visibles evoca la muralla de una inmensa y misteriosa fortaleza” que defendería el acceso a la región Este, o Wintek, donde reside el poder universal. La isla era llamada K’oin-harri (Cordillera de las Raíces) por los selknam y era concebida como la raíz del mundo por los mismos.